# Maudekut
Maudekut ist ein osttimoresischer Ort im Suco Batugade (Verwaltungsamt Balibo, Gemeinde Bobonaro). Er liegt in einer Meereshöhe von 65 m in der Aldeia Lotan, an einer Straße die entlang des Flusses Morak von der Überlandstraße Batugade – Balibo her nach Süden führt. Maudekut liegt am Westufer des Quellflusses des Leometiks. Nördlich befindet sich das Nachbardorf Lotan, südlich am Ostufer die Siedlung Lotan Mota Sorin.